# بريان جونز (لاعب كرة قدم)
بريان جونز هو لاعب كرة قدم برازيلي في مركز الهجوم، ولد في 23 يناير 1990 في كامبيناس في البرازيل. لعب مع بيتار القدس ونادي إنترناسيونال ونادي سي آر بي ونادي كريسيوما.

## وصلات خارجية
- بريان جونز (لاعب كرة قدم) على موقع قاعدة بيانات كرة القدم.إي يو (الإنجليزية)
- بريان جونز (لاعب كرة قدم) على موقع Soccerway.com (الإنجليزية)